# 打田駅
打田駅（うちたえき）は、和歌山県紀の川市打田にある、西日本旅客鉄道（JR西日本）和歌山線の駅である。
1日に各方面2本ずつしかない快速列車が停車する。

## 歴史

### 年表
- 1900年（明治33年）8月24日：紀和鉄道の船戸駅から粉河仮停車場への延伸により開業[1][2]。
- 1904年（明治37年）8月27日：紀和鉄道の路線を関西鉄道が買収し、同社の駅となる[1]。
- 1907年（明治40年）10月1日：鉄道国有法により関西鉄道が国有化され、帝国鉄道庁の駅となる[1][2]。
- 1909年（明治42年）10月12日：線路名称が制定され、和歌山線の所属となる[1]。
- 1978年（昭和58年）4月1日：貨物の取り扱いを廃止[2]。
- 1984年（昭和59年）10月20日：荷物扱い廃止[2]。
- 1987年（昭和62年）4月1日：国鉄分割民営化により、西日本旅客鉄道の駅となる[1][2]。
- 2011年（平成23年）：南口設置。
- 2020年（令和2年）
  - 3月14日：ICカード「ICOCA」が利用可能となる[3]。
  - 6月1日：この日より終日無人駅となる。

### 地名の由来
「打田」の名称は遠い昔、現在の打田地区が紀の川の内にあった田、紀の川と烏子川の内にあった田ということで「内田」と呼ばれていたが、いつしかこの地区が「内田」から「打田」に変わったという言い伝えが残っている。
1900年（明治33年）に、現在のJR和歌山線が開通し、土地の地名から駅名が「打田駅」となり、1956年（昭和31年）の町村合併時の町名選定において田中村の田、池田村の田が残り、新町の中心部であり、それまでの56年間呼びなれた「打田駅」の駅名を用いて「打田町」と決定した。現在は新設合併によって紀の川市になっている。

## 駅構造
相対式2面2線のホームを持つ行違い可能な地上駅。もともと1番ホーム側に駅舎があり、2番ホームには無蓋跨線橋を利用するようになっていたが、南側に公立那賀病院が開設された後に直接2番ホームに出入りできるスロープが設置され、2019年に正式な出入口に格上げされ簡易な駅舎が設けられた。これに伴い駅の跨線橋は撤去されたが、別途設置されている市管理の跨線橋を利用することにより駅南北間の行き来は可能。
橋本駅が管理している無人駅。一部の列車を除き、すべての扉は開かない。南北両駅舎ともに新型押しボタン式券売機が1台設置されている。トイレは北側駅舎のみに設置されている。

### のりば
| のりば | 路線     | 方向 | 行先           |
| ------ | -------- | ---- | -------------- |
| 1      | 和歌山線 | 上り | 粉河・橋本方面 |
| 2      | 和歌山線 | 下り | 和歌山方面     |

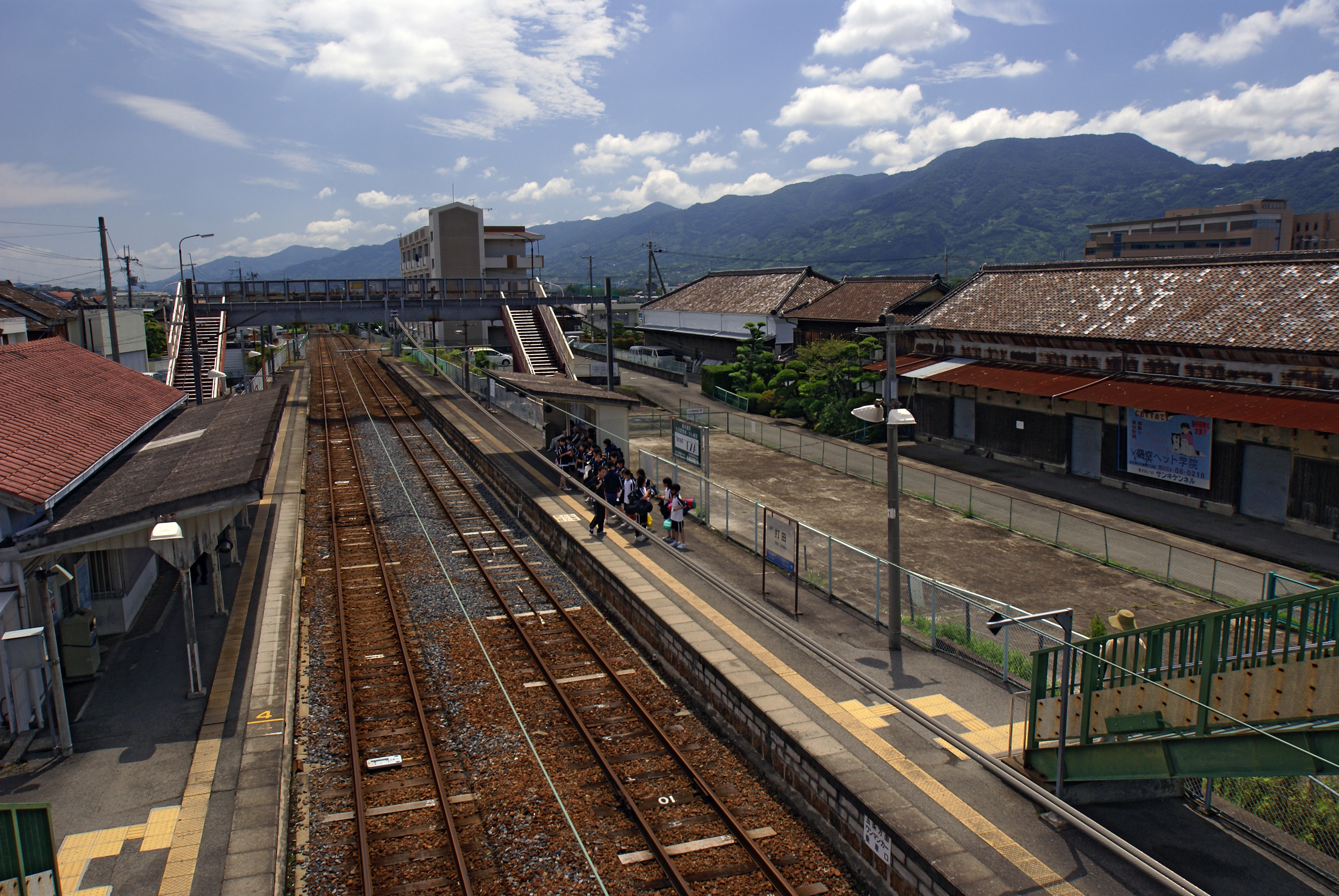
駅全景（2007年6月、駅舎は左側の建物）

## 利用状況
近年の1日平均乗車人員は以下の通り。
| 年度   | 1日平均 乗車人員 |
| ------ | ---------------- |
| 1998年 | 824              |
| 1999年 | 777              |
| 2000年 | 753              |
| 2001年 | 738              |
| 2002年 | 663              |
| 2003年 | 646              |
| 2004年 | 645              |
| 2005年 | 624              |
| 2006年 | 595              |
| 2007年 | 591              |
| 2008年 | 607              |
| 2009年 | 603              |
| 2010年 | 606              |
| 2011年 | 570              |
| 2012年 | 571              |
| 2013年 | 609              |
| 2014年 | 592              |
| 2015年 | 619              |
| 2016年 | 615              |
| 2017年 | 577              |
| 2018年 | 600              |
| 2019年 | 587              |
| 2020年 | 500              |
| 2021年 | 507              |
| 2022年 | 547              |

## 駅周辺
- 紀の川市役所（旧・打田町役場）
- 総合車両製作所和歌山事業所
- パナソニックエナジー社和歌山工場
- 百合山新四国八十八ヶ所
- 紀の川市立打田中学校
- 池田郵便局
- 公立那賀病院
- 国道24号（岩出バイパス）
- 紀の川コミュニティバス「打田駅西」バス停 - 駅西側の道路（※国道24号（岩出バイパス）と市役所を結ぶ道路）沿い
- MEGAドン・キホーテ 紀の川店

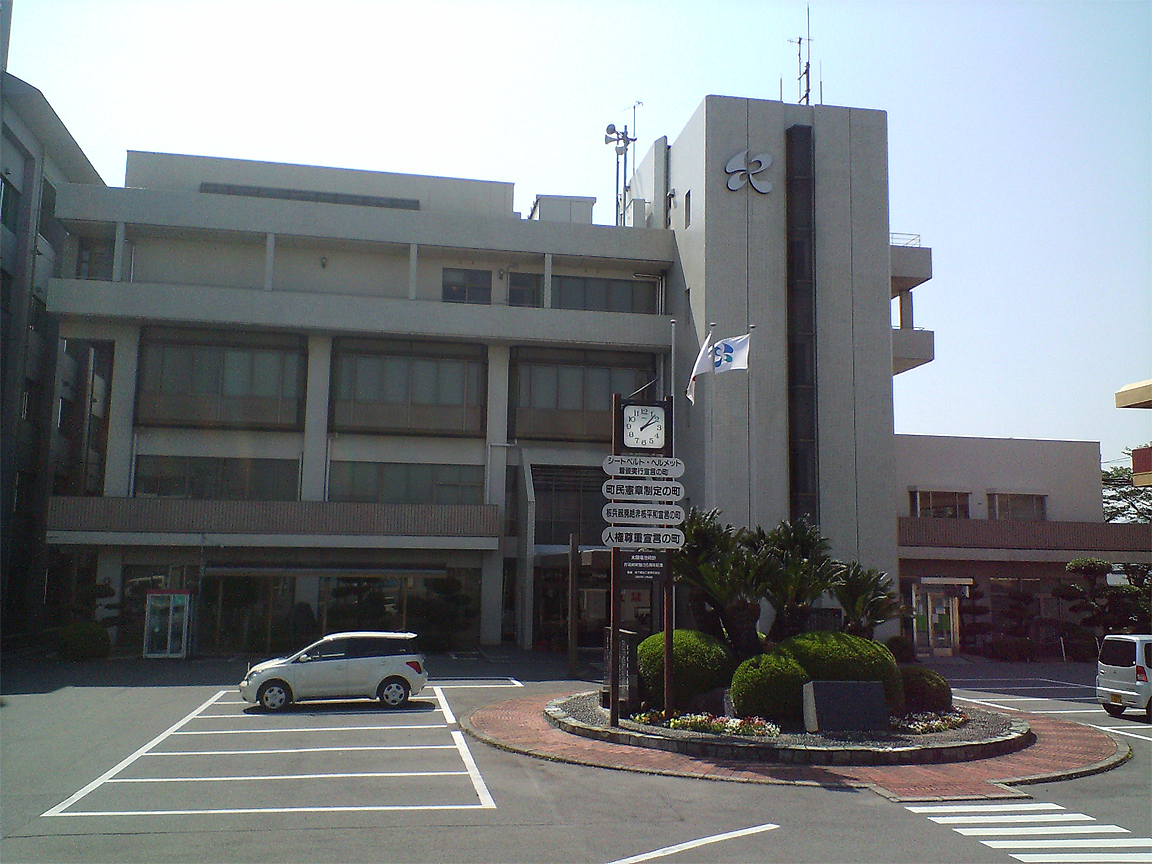
紀の川市役所 本庁舎
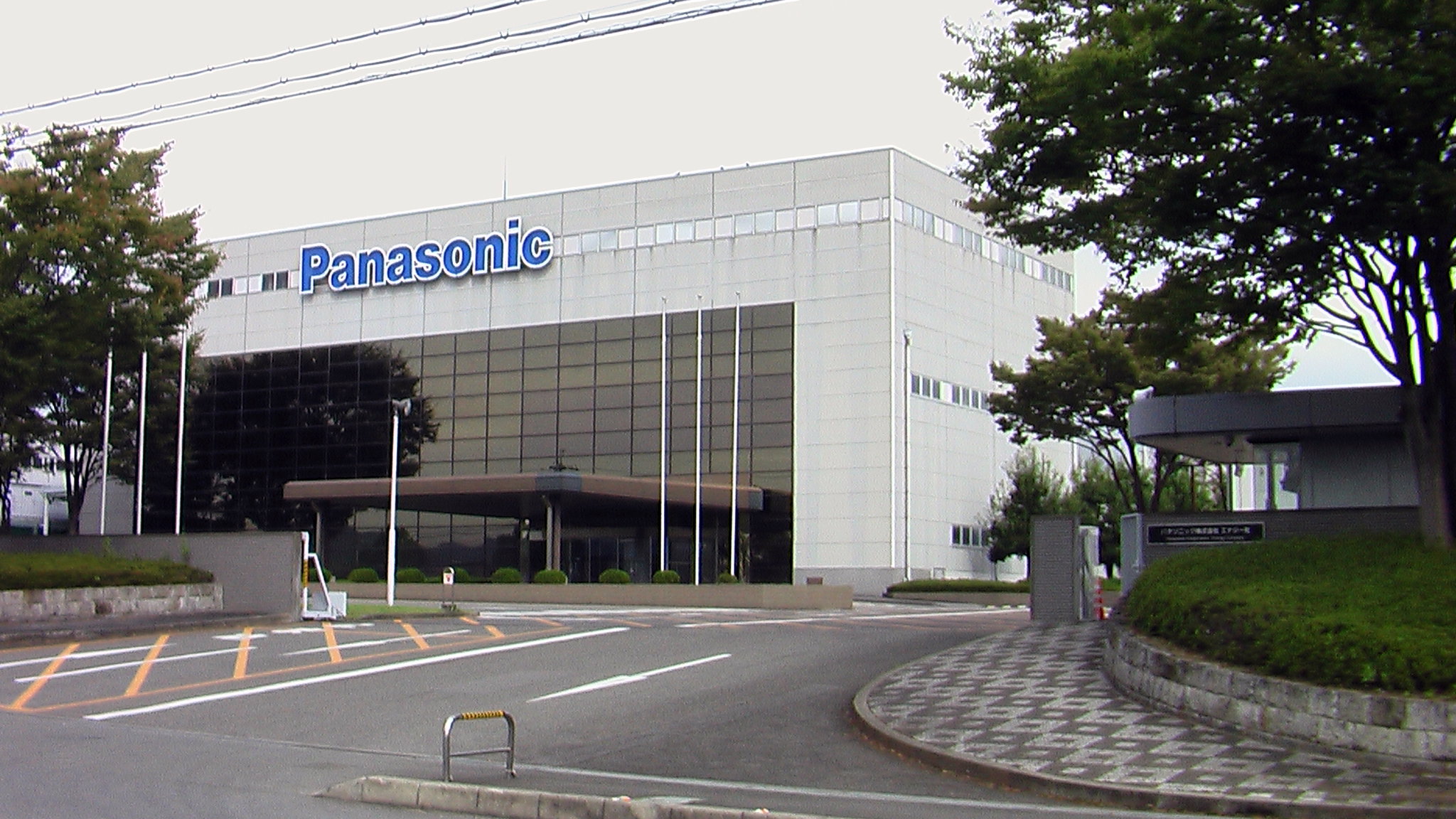
パナソニック（株） エナジー社 和歌山工場

### バス路線
駅前に「打田駅」バス停があり、紀の川市地域巡回バスの各路線が経由する。当停留所を経由する路線は下記の通り。
紀の川市地域巡回バス
- 赤尾藤井コース
- 長田竜門コース
- 北勢田コース
- 三谷コース
- 黒土高野コース
- 打田貴志川コース

## 隣の駅
西日本旅客鉄道（JR西日本）
 和歌山線
■快速
粉河駅 - 打田駅 - 岩出駅
■普通
紀伊長田駅 - 打田駅 - 下井阪駅